# Eutelia bryochlora
Eutelia bryochlora är en fjärilsart som beskrevs av Walter Karl Johann Roepke 1941. Eutelia bryochlora ingår i släktet Eutelia, och familjen nattflyn. Inga underarter finns listade i Catalogue of Life.